# تپه دشت بهشت
تپه دشت بهشت مربوط به دوران پیش از تاریخ ایران باستان است و در محمدشهر، خیابان دوم محله دشت بهشت، در تقاطع خیابان دوم و رضوان۲ واقع شده و این اثر در تاریخ ۱۰ دی ۱۳۸۱ با شمارهٔ ثبت ۶۵۶۹ به‌عنوان یکی از آثار ملی ایران به ثبت رسیده است.